# Woodbridge, Connecticut
Woodbridge är en kommun (town) i New Haven County i delstaten Connecticut, USA med cirka 8 983 invånare (2000). Den har enligt United States Census Bureau en area på totalt 49,7 km² varav 1 km² är vatten.